# Josiana Cabanas
Josiana Cabanas   (Perpinyà, 28 de març de 1952), també coneguda com a Josianne Cabanas, Josiana Cabanas-Duhalde o Josiana Duhalde-Cabanas, és una novel·lista i periodista nord-catalana.
Ha treballat durant anys al diari L'Indépendant de Perpinyà i ha col·laborat a l'“Almanac Català del Rosselló” i a “Sant Joan i Barres”. Ha escrit tres reculls de contes en català i llibres de divulgació històrica sobre El Rosselló, particularment sobre la Processó de la Sanch.

## Obres destacades
- Senzilles històries de dones (1983)
- A través d'un vidre entelat, l'espera (1985)
- Punt de creu (1986)
- La procession de la Sanch, six siècles de foi et de tradition (2003).
- Crimes et mystères en Roussillon (2006)
- Les Noell du Vallespir - Une famille dans l'histoire (2011)
- Les Pyrénées Orientales (2014)